# Кубок Іраку з футболу 2019—2020
Кубок Іраку з футболу 2019-20 — 30-й розіграш кубкового футбольного турніру в Іраку. Титул володаря кубка захищав Аль-Завраа. У зв'язку з пандемією COVID-19 турнір був зупинений, переможця виявлено не було.

## Календар
| Раунд                        | Дата               | Матчі | Клуби   |
| ---------------------------- | ------------------ | ----- | ------- |
| Перший кваліфікаційний раунд | 12-13 вересня 2019 | 24    | 68 → 44 |
| Другий кваліфікаційний раунд | 17-20 вересня 2019 | 12    | 44 → 32 |
| 1/16 фіналу                  | 9 жовтня 2019      | 16    | 32 → 16 |
| 1/8 фіналу                   | 13 листопада 2019  | 8     | 16 → 8  |
| 1/4 фіналу                   |                    | 4     | 8 → 4   |
| 1/2 фіналу                   |                    | 4     | 4 → 2   |
| Фінал                        |                    | 1     | 2 → 1   |

## 1/8 фіналу
| Команда 1           | Рахунок | Команда 2               |
| ------------------- | ------- | ----------------------- |
| 13 листопада 2019   |         |                         |
| Аль-Кува Аль-Джавія | :       | Аль-Сінаат Аль-Кахрабая |
| Аль-Діванія         | :       | Аль-Самава              |
| Нафт-Майсан         | :       | ...                     |
| Заху                | :       | Аль-Завраа              |
| Аль-Кахраба         | :       | Діяла (2)               |
| Аль-Нафт            | :       | Ербіль                  |
| Нафт Аль-Васат      | :       | ...                     |
| Аль-Касім           | :       | Аш-Шурта                |